# Argólida
Argólida (ou Argolis; em grego: Αργολις) é uma unidade regional da Grécia, localizada na região do Peloponeso. Sua capital é a cidade de Náuplia.